# Kronocharon
Genre
Kronocharon est un genre éteint d'amblypyges de l'infra-ordre des Neoamblypygi.

## Distribution
Les espèces de ce genre ont été découvertes dans de l'ambre de Birmanie. Elles datent du Crétacé.

## Liste des espèces
Selon The World Spider Catalog (version 18.5, 2018) :
- † Kronocharon engeli Wunderlich, 2015
- † Kronocharon longicalcaris Wunderlich, 2015
- † Kronocharon prendinii Engel & Grimaldi, 2014

## Publication originale
- (en) Engel & Grimaldi, 2014 : Whipspiders (Arachnida: Amblypygi) in amber from the Early Eocene and mid-Cretaceous, including maternal care. Novitates Paleoentomologicae, no 9, p. 1–17.